# چاه ابرژرف کولا
چاه اَبَرژرف کولا، عمیق‌ترین چاه ساخته بشر و عمیق‌ترین حفره مصنوعی کره زمین است. این پروژه در سال ۱۹۶۲ پیشنهاد و حفاری آن به شورای علمی میان‌بخشی برای مطالعه درونه زمین و حفاری ابرژرف واگذار شد. در سال ۱۹۶۵ (میلادی) موقعیت حفاری آن در شبه‌جزیره کولا واقع در شمال باختر اتحاد جماهیر شوروی سوسیالیستی، ۱۰ کیلومتری باختر شهری به نام زاپولیارنی انتخاب شد.

## عملیات حفاری
هدف نخست، رسیدن به ژرفای ۱۵٬۰۰۰ متر (۴۹٬۰۰۰ فوت؛ ۹٫۳ مایل) بود. کار حفاری در سال ۱۹۷۰ آغاز شد. در ۶ ژوئن ۱۹۷۹ رکود عمیق‌ترین گمانه که در اختیار گمانه برثا راجرز (به ژرفای ۹٬۵۳۸ متر (۳۱٬۲۹۳ فوت؛ ۵٫۹۲۷ مایل) واقع در شهرستان وشیتا، اکلاهما، ایالات متحده آمریکا بود شکسته شد. در سال ۱۹۸۳ ژرفای حفاری از ۱۲٬۰۰۰ متر (۳۹٬۰۰۰ فوت؛ ۷٫۵ مایل) گذشت و حفاری به علت جشن این رویداد در حدود یک سال متوقف شد. اما در سپتامبر ۱۹۸۴ این وقفه زمانی، ادامه پیدا کرد. چرا که در حین حفاری در ۱۲٬۲۶۲ متر (۴۰٬۲۳۰ فوت؛ ۷٫۶۱۹ مایل) نزدیک به ۵۰۰۰ متر از لوله حفاری پیچ خورد و در گمانه باقی‌ماند. برای رفع این مشکل تصمیم گرفته شد که حفاری از ژرفای ۷۰۰۰ متری دوباره انجام شود. در سال ۱۹۸۹ ژرفای حفاری، بار دیگر به ۱۲٬۲۶۲ متر (۴۰٬۲۳۰ فوت؛ ۷٫۶۱۹ مایل) رسید. در آن سال چنان انتظار می‌رفت که گمانه در پایان سال ۱۹۹۰ به ژرفای ۱۳٬۵۰۰ متر (۴۴٬۳۰۰ فوت؛ ۸٫۴ مایل) و در سال ۱۹۹۳ به ژرفای نهایی ۱۵۰۰۰ برسد. اما در این ژرفا دانشمندان با گرمای غیرمنتظره‌ای معادل ۱۸۰ درجه سلسیوس مواجه شدند. درحالیکه گرمای پیش‌بینی‌شده در این ژرفای معادل ۱۰۰ درجه سلسیوس بود. حفاری بیشتر در این شرایط امکان‌ناپذیر به نظر می‌رسید و در نتیجه حفاری در سال ۱۹۹۲ متوقف شد. چرا که حفاری تا ژرفای ۱۵۰۰۰ متری مستلزم افزایش دما تا ۳۰۰ درجه سلسیوس می‌شد و در این دما سرمته‌های حفاری نمی‌توانستند کار زیادی انجام دهند.

## وضعیت امروزی

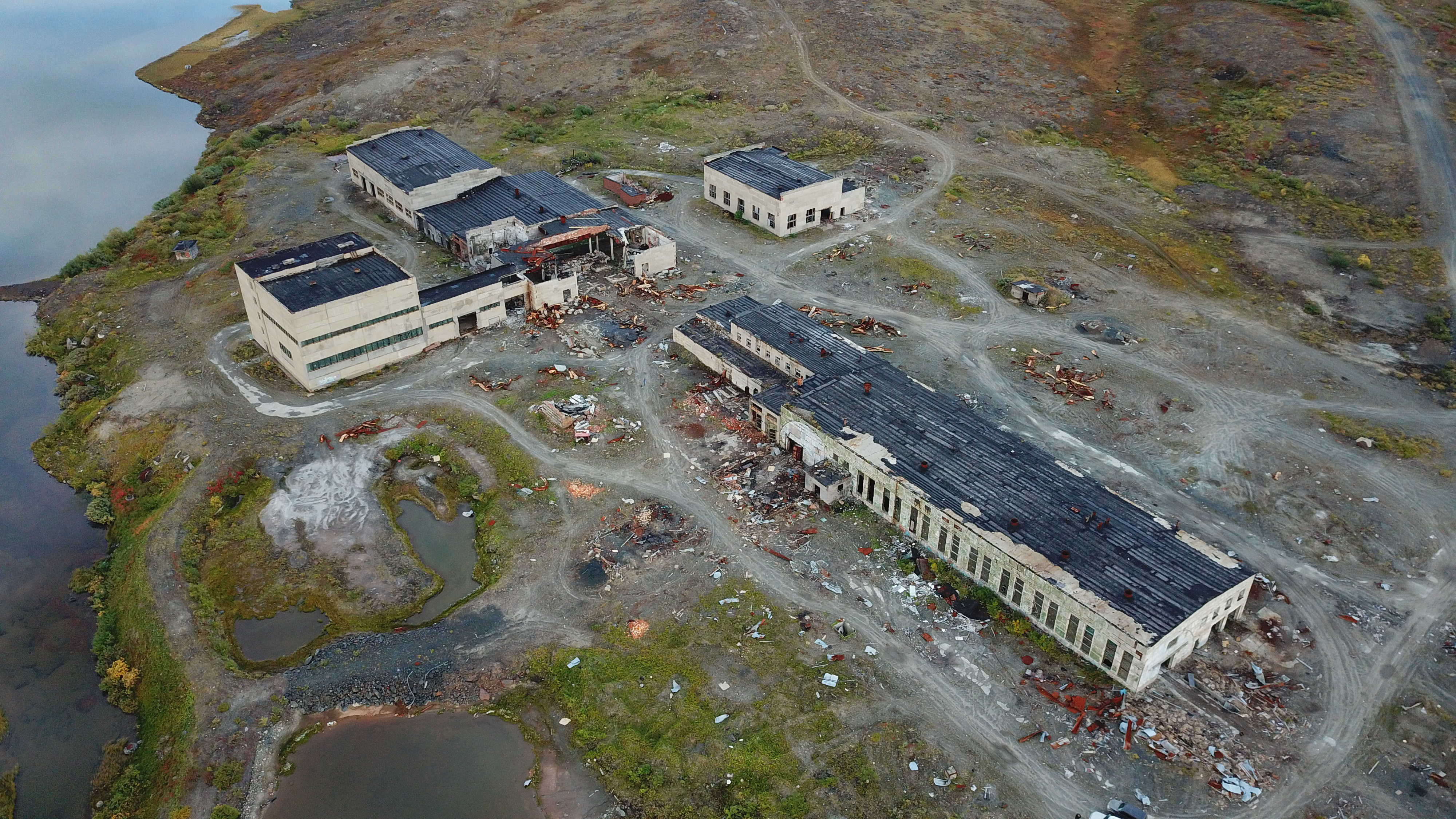
مکان چاه اَبَرژرف کولا

در سال ۱۹۹۵ پس از فروپاشی اتحاد جماهیر شوروی، دولت روسیه، ورود به محل حفاری را ممنوع اعلام کرد. اما گردشگران همچنان برای بازدید به آنجا می‌روند.

## دیگر چاه‌ها
در دوره جنگ سرد، بین شوروی و ایالات متحده آمریکا در همه زمینه‌ها رقابت بود. از این رو آمریکایی‌ها نیز اقدام به حفر چاه‌های عمیق کردند. اما این رقابت، برنده‌ای نداشت. زیرا دولت‌ها به این نتیجه رسیدند که هزینه رکوردشکنی در مسابقه حفاری بیش از نفع آن است و برنامه خود را تعطیل کردند. برای نمونه، کنگره ایالات متحده آمریکا در سال ۱۹۶۷ بودجه حفاری عمیق را قطع کرد. زیرا تنها چند متر نمونه سنگ بازالتی که از عمق زمین بیرون آورده شده بود، به ارزش امروز نزدیک چهل میلیون دلار آمریکا خرج برداشته بود.

### آمریکا
آمریکایی‌ها برنامه حفاری خود را از اواخر دهه ۱۹۵۰ آغاز کردند. آنها برای زودتر رسیدن به گوشته زمین، حفاری را از کف اقیانوس آرام آغاز کردند. اما مشکل این بود که نازک‌ترین بخش پوسته، معمولاً در عمیق‌ترین نقاط اقیانوس است.

### آلمان
آلمان در سال ۱۹۹۰ حفاری چاهی را در ایالت بایرن آغاز کرد و تا ژرفای ۹ کیلومتری زمین پایین رفت. امروز از این چاه برای کارهای پژوهشی یا هنری یا به عنوان ابزار اندازه‌گیری استفاده می‌شود. استفاده هنری از این چاه به اینگونه است که یک بار لوته خیفان، هنرمند هلندی، میکروفونی را با پوشش حرارتی به ته چاه فرستاد. میکروفون صدای غرشی ضبط کرد که دانشمندان، توضیحی برای دلیل آن نداشتند.

### ژاپن
ژاپن حفر چند چاه عمیق را آغاز کرده‌است. پژوهش علمی این پروژه را مؤسسه علوم دریایی-زمینی ژاپن بر عهده دارد.

### دستاورد
مشکل اصلی همه پروژه‌های حفاری این چنینی، نبود فناوری لازم بود. بنابرین این فناوری باید ابداع می‌شد. آمریکایی‌ها سرجانگه‌داشتن کشتی را بلد نبودند؛ بنابراین پره‌هایی اطراف کشتی حفاری ساختند که کشتی را در یک نقطه مشخص ثابت نگه دارد.
مشکل دیگر، عمودی نگه‌داشتن مته بود وگر نه گشتاور روی مته زیاد می‌شد. روشی که آلمانی‌ها برای حل این مسئله ارائه کردند امروزه در میدان‌های نفت و گاز جهان به کار می‌رود. آلمانی‌ها پایه راه حل خود را از شوروی یادگرفتند.

## نگارخانه

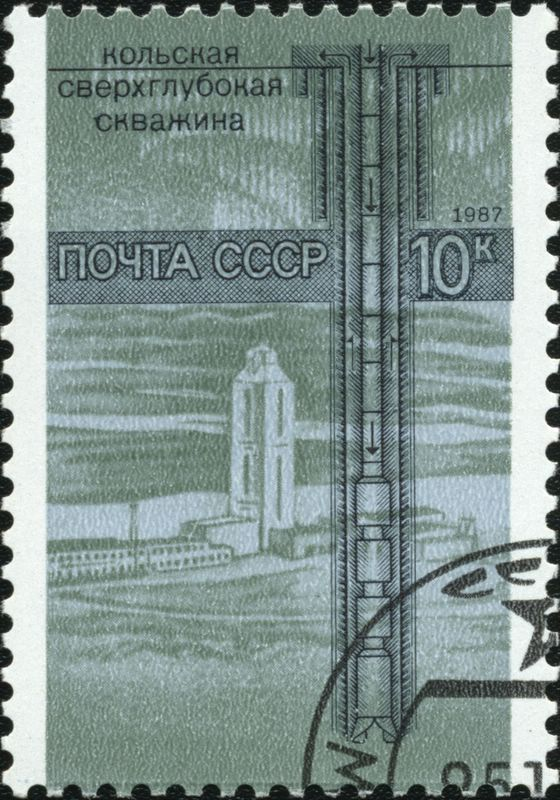
تمبری به یادگار چاه حفاری اَبَرژرف کولا. چاپ‌شده در شوروی در سال ۱۹۸۷.
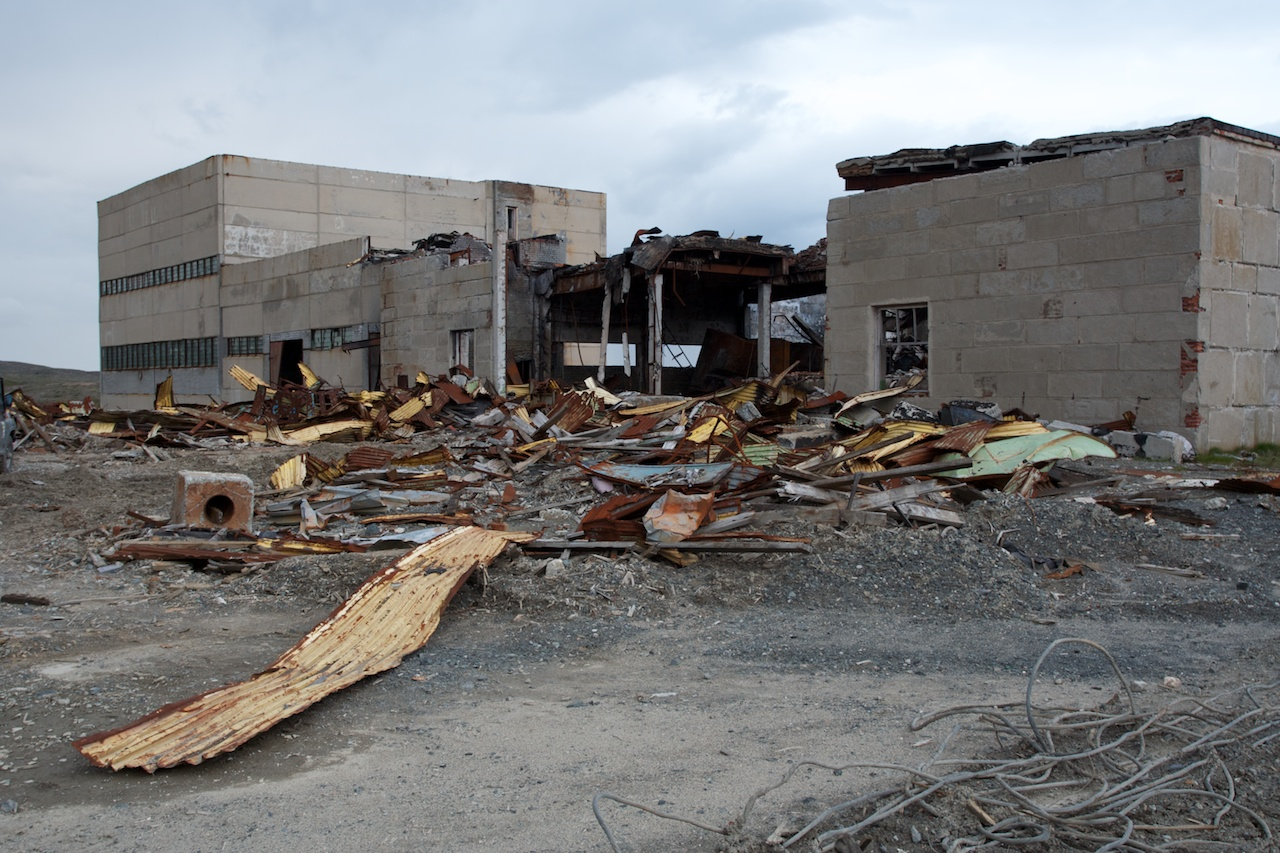
پس از فروپاشی اتحاد جماهیر شوروی، پروژه حفاری کولا تعطیل و ساختمان آن به حال خود رها شد.
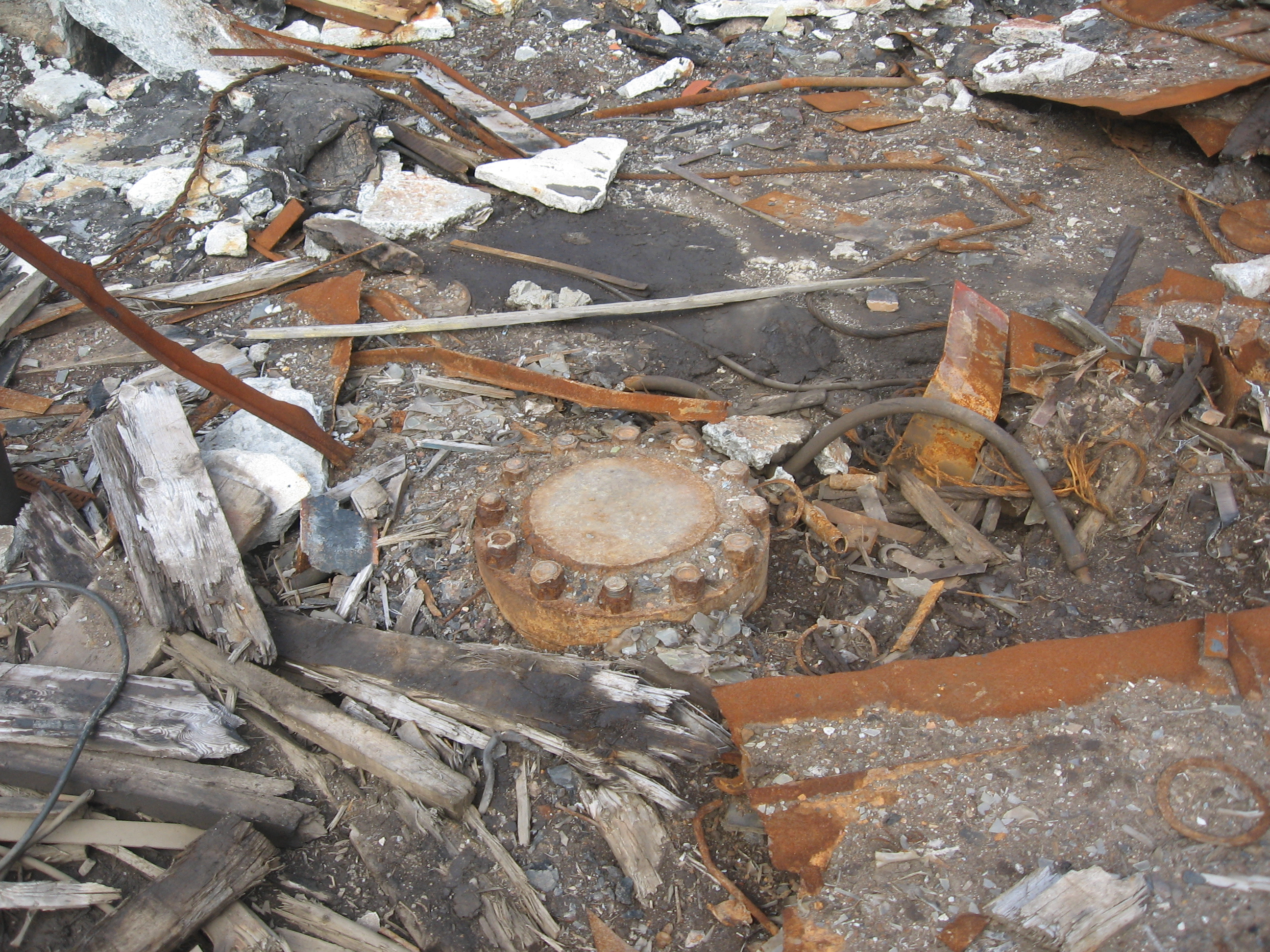
در سال ۲۰۱۲، دهانه چاه، بسته شد.
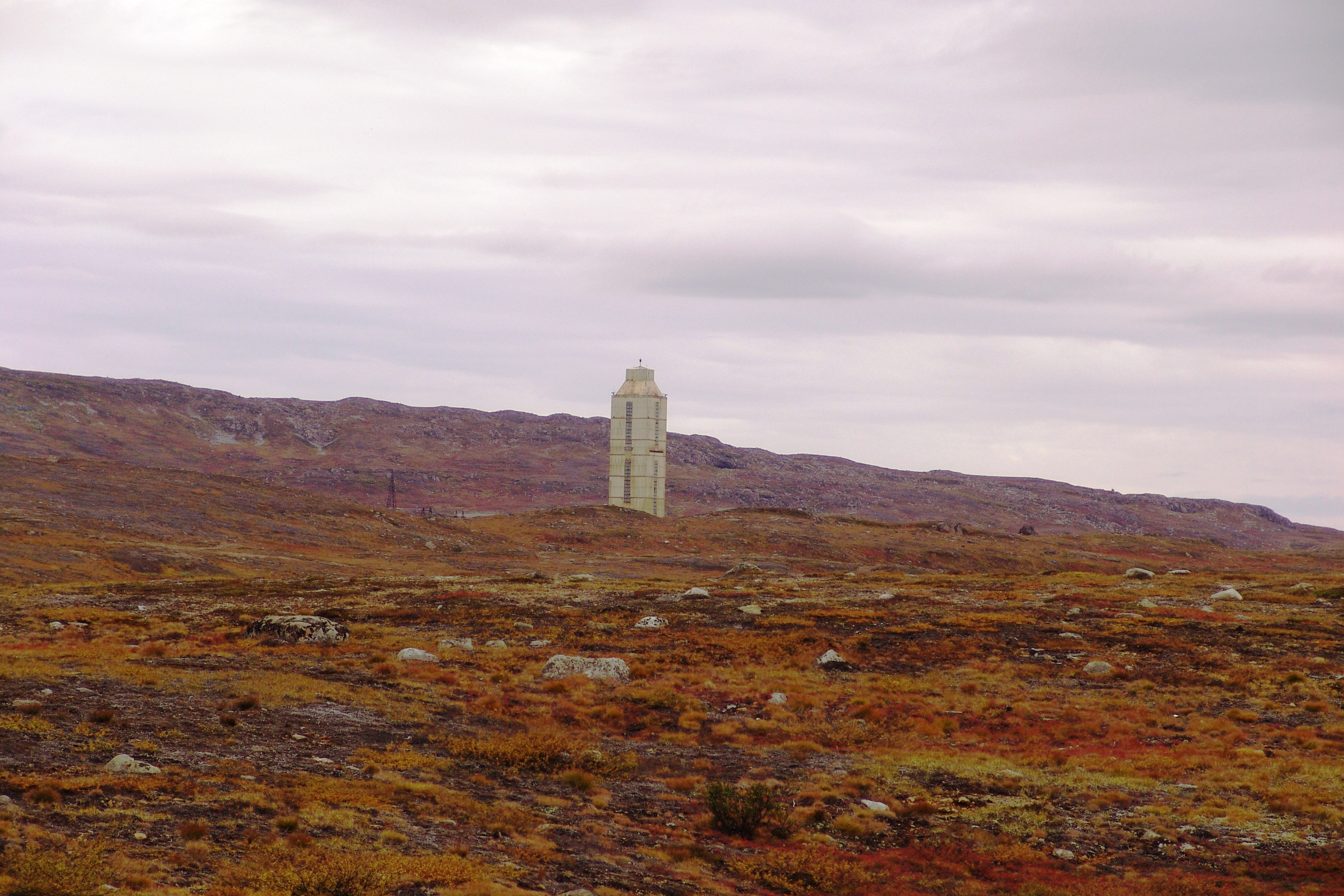
ساختمان پوشاننده دهانه چاه